# Crosmières
Crosmières – miejscowość i gmina we Francji, w regionie Kraj Loary, w departamencie Sarthe.
Według danych na rok 1990 gminę zamieszkiwały 703 osoby, a gęstość zaludnienia wynosiła 34 osób/km² (wśród 1504 gmin Kraju Loary Crosmières plasuje się na 723. miejscu pod względem liczby ludności, natomiast pod względem powierzchni na miejscu 531.).